# Cantó de Champagnole
El cantó de Champagnole és un cantó francès del departament del Jura, situat al districte de Lons-le-Saunier. Té 32 municipis i el cap és Champagnole.

## Municipis
- Andelot-en-Montagne
- Ardon
- Bourg-de-Sirod
- Champagnole
- Chapois
- Châtelneuf
- Cize
- Crotenay
- Équevillon
- Le Larderet
- Le Latet
- Lent
- Loulle
- Monnet-la-Ville
- Mont-sur-Monnet
- Montigny-sur-l'Ain
- Montrond
- Moutoux
- Les Nans
- Ney
- Le Pasquier
- Pillemoine
- Pont-du-Navoy
- Saint-Germain-en-Montagne
- Sapois
- Sirod
- Supt
- Syam
- Valempoulières
- Vannoz
- Le Vaudioux
- Vers-en-Montagne

## Història
| Data d'elecció                           | Identitat           | Partit                     | Qualitat |
| ---------------------------------------- | ------------------- | -------------------------- | -------- |
| 1945-1973                                | André Socié         | SFIO, després CDP          |          |
| 1973-1976                                | M. Perrin           | CDP                        |          |
| 1976-1982                                | Maurice Fumey-Badoz | PS                         |          |
| 1982-1994                                | André Jourdain      | RPR                        |          |
| 1994-2001                                | Jean Perraudin      | Ecologista                 |          |
| 2001-                                    | Clément Pernot      | Divers droite, després UMP |          |
| les dades anteriors no són pas conegudes |                     |                            |          |
|                                          |                     |                            |          |